# Cratere Schliemann
Schliemann è un cratere lunare di 77,4 km situato nella parte sud-occidentale della faccia nascosta della Luna.